# Eduardo da Silva
Eduardo Alves da Silva (n. 25 februarie 1983, Rio de Janeiro, Rio de Janeiro, Brazilia) este un fotbalist brazilian și croat retras din activitate, care a jucat pe post de atacant la echipe ca Șahtior Donețsk, Dinamo Zagreb și Arsenal. Pe plan internațional, are prezențe la națională pentru Croația U-21⁠(d) și Croația. A evoluat pentru naționala Croației între 2004 și 2014, fiind doilea jucător din națională ca număr de goluri, înscriind de 29 de ori în 60 de partide.

## Cariera

### Începuturi
Eduardo a crescut în cartierul Bangu din Rio de Janeiro și a făcut primii pași în fotbal la cluburile CBF Nova Kennedy și Bangu Atlético Clube, deși nu a fost un titular incontestabil la echipele de juniori. Mai târziu, a fost văzut de scouterii lui Dinamo Zagreb și a venit în Croația în decembrie 1999, pentru a da probe la echipa din Zagreb, pentru ca mai apoi să se alăture lor în februarie 2000. În vara lui 2001 a făcut importantul pas către prima echipă. După ce și-a făcut debutul la prima echipă a lui Dinamo în sezonul 2001-2002, Eduardo a fost împrumutat în Liga a II-a croată la Inker Zapresic (acum, Inter Zapresic), în sezonul 2002-2003, unde a înscris 10 goluri în cele 15 partide jucate pentru acest club.

### Dinamo Zagreb
Revenind la Dinamo, după perioada de împrumut pentru sezonul 2003-2004, Eduardo a devenit titular cert. A fost numit „Jucătorul Campionatului” în anii 2004, 2006 și 2007, jucând un rol important pentru echipă, care a câștigat Campionatul Croației, Cupa Croației și Supercupa Croației, în care a înscris 2 goluri în victoria 4-1 împotriva lui Rijeka.
În sezonul 2006-2007, a înscris 5 goluri pentru Dinamo Zagreb în tururile preliminare ale Ligii Campionilor și în primul tur al Cupei UEFA. A înscris pe Emirates, noul stadion al actualei sale echipe, Arsenal, în meciul pierdut de croați cu 5-1, în turul 3 preliminar al Ligii Campionilor. Eduardo a reușit să înscrie pentru Dinamo Zagreb, în turul campionatului, 18 goluri în 18 partide jucate, fiind singurul jucător care a jucat în toate meciurile până la sfârșitul turului.

### Arsenal și Șahtior Donețk
Pe 3 iulie 2007, Arsenal s-a înțeles pentru transferul lui Eduardo pe suma de 7,5 milioane de lire sterline. Eduardo și-a făcut debutul la Arsenal pe 19 iulie, fiind introdus în minutul 69 în amicalul cu Gençlerbirliği SK și a jucat primul meci că titular în victoria cu 2-1 în fața lui Lazio Roma, de la Turneul Amsterdam din 2007. A înscris primul său gol în acel meci, cu o lovitură de cap din centrarea lui Tomáš Rosický. Eduardo și-a făcut debutul în Premier League pe 19 august 2007 în partida terminată la egalitate 1-1, împotriva lui Blackburn Rovers, fiind înlocuit de Denilson în minutul 65. 10 zile mai târziu a înscris primul gol într-o competiție pentru Arsenal, în turul 3 preliminar împotriva lui Sparta Praga. 
Luptându-se pentru un loc de titular în echipa lui Arsene Wenger, Eduardo a fost des folosit în Cupa Ligii, marcând numeroase goluri împotriva lui Sheffield United și Blackburn Rovers. Eduardo a reușit în sfârșit să devină un titular în echipa „Tunarilor” la începutul noului an, marcând 2 goluri în victoria lui Arsenal, 4-1 în fața celor de la Everton pe 29 decembrie 2007.
Pe 23 februarie 2008, Eduardo și-a fracturat fibula și și-a dislocat glezna în minutul 3 din meciul cu Birmingham City, după un atac foarte dur al lui Martin Taylor, atac pentru care acesta a fost eliminat. Eduardo a fost îngrijit timp de 8 minute în afara terenului, apoi a fost dus la Urgență. Accidentarea sa a fost atât de brutală, încât Sky Sports a decis să nu o arate la reluare. Totuși, presa a intrat în posesia unor fotografii șocante în care se vede clar cum glezna lui Eduardo era dislocată. Taylor a fost mai târziu la spitalul unde era Eduardo, cerându-și scuze, iar acestea fiind acceptate. Eduardo a declarat că nu-și mai amintește atacul lui Taylor care i-a provocat accidentarea. A avut nevoie de o perioadă de recuperare de un an, întorcându-se pe gazon în februarie 2009. Pe la sfârșitul lui mai, presa din Croația a susținut că Eduardo se recuperează treptat, efectuând alergări ușoare și niște exerciții speciale alături de un expert. 
A primit ajutor din partea clubului Vasco da Gama, din Brazilia. Bannere cu mesaje de încurajare la adresa lui Eduardo au fost afișate pe stadionul São Januário, arenă lui Vasco da Gamă, din Rio de Janeiro. De asemenea, a primit ajutor necondiționat din partea Croației. În sezonul 2009–2010 joacă în 32 de meciuri, marcând 6 goluri. După acest sezon este cedat la Șahtior Donețk, unde va juca împotriva Arsenalului pe 19 octombrie 2010 pe Stadionul Emirates, marcând golul de onoare în înfrângerea cu 5-1. Alături de echipa ucraineană a câștigat trei campionate, trei cupe și o supercupă.

## Cariera la națională

### Croația U-21
În 2002, Eduardo a obținut cetățenia croată și a fost convocat la naționala sub 21 de ani a Croației pentru Campionatul European U-21 din 2004. A jucat în toate cele 3 meciuri ale croaților, înainte de a fi eliminați din grupe. A înscris un gol în meciul de debut în fața naționalei Serbiei și Muntenegrului. Eduardo a fost de asemenea convocat pentru preliminariile Campionatului European U-21 din 2006, jucând în 9 partide și marcând 7 goluri. În perioada petrecută la Naționala sub 21 de ani a Croației, a marcat 8 goluri în 12 partide jucate. 

### Echipa Națională a Croației
Între timp, a fost chemat să joace pentru Naționala Mare a Croației. Și-a făcut debutul internațional într-un amical împotriva Irlandei pe 16 noiembrie 2004 la vârsta de 21 de ani. În 2005, a jucat în alte 2 amicale pentru Croația și a jucat în alte 2 meciuri la Cupa Carlsberg în Hong Kong, din 2006. A înscris primul gol la națională, marcând al treilea gol în victoria cu 4-0 împotriva gazdei, Hong Kong, pe 1 februarie 2006. Nu a fost convocat la Campionatul Mondial din 2006, antrenorul de atunci al Croației spunând că este un jucător tânăr, care nu și-a exploatat valoarea”. Noul selecționer, Slaven Bilić, îl convoacă pentru meciurile din premilinariile Campionatului European din 2008, campionat ce îl va rata din cauza accidentării suferite la Arsenal. Revenind la națională în 2011 după o pauză de aproape un an și jumătate, se specializează în „duble”, marcând câte două goluri împotriva Liechtensteinului (în două meciuri), Israelului, Letoniei, Elveției și Țării Galilor.

## Titluri

### Club
Dinamo Zagreb
- Prima Ligă Croată (2): 2005–06, 2006–07
- Cupa Croației (2): 2003–04, 2006–07
- Supercupa Croației (2): 2003, 2006

Șahtior Donețk
- Premier Liga (3): 2010–11, 2011–12, 2012–13
- Cupa Ucrainei (3): 2010–11, 2011–12, 2012–13
- Supercupa Ucrainei (1): 2012